# VIVID
Die VIVID - Eine Liebeserklärung an das Leben war eine Revue, die von Oktober 2018 bis März 2020 im Friedrichstadt-Palast in Berlin aufgeführt wurde. Sie war die Nachfolgeshow der The One Grand Show und handelt von R’eye, einem jungen, schüchternen Mädchen, das zu einer Androidin verwandelt wird. Sie entdeckt eine neue Welt, nachdem sie sich ihrer Fremdsteuerung widersetzt hat und befindet sich auf der Suche nach sich selbst.

## Produktion
VIVID hat ein Produktionsbudget von zwölf Millionen Euro und ist damit die kostspieligste Produktion in der Geschichte des Friedrichstadt-Palastes. Über 100 Künstler wirken mit.
Produzent war wie schon bei den Vorgänger-Shows Qi, Yma, Show me, The Wyld und THE ONE Grand Show der Kulturmanager und Intendant Berndt Schmidt.
Das erste Mal in der Bühnengeschichte des Palastes verantwortet mit der Kanadierin Krista Monson eine Frau Buch und Regie einer Grand Show. Sie war zuvor 14 Jahre beim Cirque du Soleil tätig. Co-Autor und Co-Regisseur ist Oliver Hoppmann, seit dem Jahr 2015 Kreativdirektor des Palastes. Das Bühnenbild entwarf der Set- und Produktionsdesigner Michael Cotten. Zum internationalen Komponisten-Team zählen Josef Bach, Dave Kochanski und Arne Schumann. Das Sounddesign gestaltete Cedric Beatty und das Lichtdesign Chris Moylan.
Nach der Weltpremiere am 11. Oktober 2018 sollte die Show ursprünglich bis zum Sommer 2020 laufen. Aufgrund der Corona-Pandemie wurde der Palast nach der Vorstellung am 10. März 2020 vorübergehend geschlossen. Die Show sollte demnach bis zum Sommer 2021 verlängert werden. 
Im März 2021 gab man allerdings bekannt, ab August 2021 mit Arise eine neue Grand Show aufzuführen. Daraufhin gab es am 29. April 2021 einen ein-stündigen Livestream, welcher die Dernière von Vivid darstellen sollte. Dabei handelte es sich nicht um einen Showablauf, sondern wurden Ausschnitte aus der Show gezeigt.

## Künstler und Artisten
Folgende Künstler und Artisten wirken mit:
| Rolle                             | Künstler                                                                            |
| --------------------------------- | ----------------------------------------------------------------------------------- |
| R’eye                             | Devi-Ananda Dahm (Spielzeit 2018/19) Jaqueline Bergrós Reinhold (Spielzeit 2019/20) |
| Androidonna                       | Glacéia Henderson                                                                   |
| The Entertainer                   | Andreas Bieber                                                                      |
| Glamour Girl                      | Sarah Manesse                                                                       |
| The Guru (Marble Painting)        | Mehmet Yilmaz                                                                       |
| Father of R’eye / The Explorer    | Jimmy Slonina (Spielzeit 2018/19) Sebastian Matt (Spielzeit 2019/20)                |
| MJ / Cover Explorer & Entertainer | Mikael Johansson                                                                    |
| Act                               | Artist                                                                              |
| Contortion Act                    | Troupe Ayasgalan                                                                    |
| Aerial Pole Act                   | Artem Lyubanevych                                                                   |
| Aerial Pole Act                   | Duo Sky Angels                                                                      |
| Double Wheels of Steel Act        | The Navas Troupe                                                                    |

## Choreografie
Ballettdirektorin des aus 60 Tänzern aus 26 Ländern bestehenden Ensembles ist Alexandra Georgieva. Unterstützung erhielt sie hierbei unter anderem vom Choreografen und Tänzer Dean Lee sowie von Leo Mujić, Fredrik Benke Rydman und Denis We.

## Kostüme
Philip Treacy ist Design Director von VIVID und dabei auch für das Kopfschmuckdesign verantwortlich. Das Kostümdesign entwarf der Modeschöpfer, Illustrator und Art-Director Stefano Canulli. Schon bei der THE WYLD Grand Show des Friedrichstadt-Palastes trug er in Zusammenarbeit mit Thierry Mugler die Verantwortung für das Kostümbild sowie das Make-up-Konzept.

## Musik
Der Soundtrack zur VIVID Grand Show wurde von Nico Berthold mit der 17-köpfigen Show-Band des Friedrichstadt-Palastes unter der musikalischen Leitung von Daniel Behrens im Friedrichstadt-Palast Berlin und im Meistersaal aufgenommen. Die Aufnahme des Titels Jungle Extravaganza erfolgte durch Martin Wingerath im Friedrichstadt-Palast Berlin. Die Orchestrierungen beziehungsweise Arrangements stammen von Jens Brück, Robin Hoffmann sowie Daniel Behrens.

## Besucher und Rezeption
Bis Ende Oktober 2019 sahen 500.000 Besucher die Show.

„Diese Hymne auf das Leben ist beste Unterhaltung und ein hinreißender Taumel, hochenergetisch und leichtsinnig zugleich. Am Schluss regnet es Glitzerkonfetti auf das Publikum, und wenn man Glück hat, nimmt man ein bisschen davon mit in die Berliner Nacht.“

„Ein künstlerisch, gesanglich und technisch ausgefeilter Mix. Irgendwo zwischen glitzerndem Las-Vegas-Style und Alice im Wunderland. Ein irrer, surrealer Trip mit immer neuen Überraschungen. Allerbeste Unterhaltung.“

„Es geht um ein Mädchen, das sich vorübergehend in eine Androidin verwandelt und aus dieser Perspektive die Schönheiten des Lebens entdeckt. Von der kalten Techno-Welt geht es in die unberührte Natur und auch sexy ist es zwischendurch. Die Selbstfindungsgeschichte spielt am Ende keine große Rolle. Es zählt das Staunen der Zuschauer über die atemberaubenden Artistikeinlagen, Kostüme und das Bühnenbild.“

„Des shows, on en a vu. Mais celui-là: wouaw! Impressionnant, grandiose. Un peu comme si "Tron", "Avatar", "Le Crazy Horse", "le Cirque du Soleil" et "Cabaret" étaient réunis sur scène. A vos billets (pour Berlin), prêts, partez!
(Man hat ja schon so manche Show gesehen. Aber diese: wow! Beeindruckend, grandios. Ein bisschen so, als ob "Tron", "Avatar", "Crazy Horse", "Cirque du Soleil" und "Cabaret" auf der Bühne vereint wären. Also ran an die Tickets (für Berlin) und los!)“

„VIVID GRAND SHOW left me speechless -- again and again and again. Last night's world premiere at Berlin's famed Friedrichstadt Palace, was an absolute stunner. Every moment in the show presented a consistent level of aesthetic beauty so spectacular in its concept and execution that "my goosebumps got goosebumps".
 (Die VIVID GRAND SHOW ließ mich sprachlos zurück - immer und immer wieder und immer wieder. Die Weltpremiere gestern Abend im berühmten Berliner Friedrichstadt-Palast war ein absoluter Hingucker. Jeder Moment der Show präsentierte ein gleichbleibendes Maß an ästhetischer Schönheit, das in Konzept und Ausführung so spektakulär war, dass ‚meine Gänsehaut Gänsehaut bekam‘.)“